# Єдлінкі
Єдлінкі (пол. Jedlinki) — село в Польщі, у гміні Потік-Горішній Білґорайського повіту Люблінського воєводства. Населення — 148 осіб (2011).

## Історія
За даними етнографічної експедиції 1869—1870 років під керівництвом Павла Чубинського, у селі переважно проживали римо-католики, меншою мірою — греко-католики, які розмовляли українською мовою.
У 1975—1998 роках село належало до Замойського воєводства.

## Демографія
Демографічна структура станом на 31 березня 2011 року:
|          | Загалом | Допрацездатний вік | Працездатний вік | Постпрацездатний вік |
| -------- | ------- | ------------------ | ---------------- | -------------------- |
| Чоловіки | 76      | 14                 | 55               | 7                    |
| Жінки    | 72      | 12                 | 44               | 16                   |
| Разом    | 148     | 26                 | 99               | 23                   |